# Usina Hidrelétrica Foz do Chapecó
Usina Hidrelétrica Foz do Chapecó é uma usina geradora de energia instalada no Rio Uruguai, localizada no trecho entre os municípios de Águas de Chapecó, no estado de Santa Catarina, e Alpestre, no estado do Rio Grande do Sul.

## História
A primeira das quatro turbinas geradoras entrou em funcionamento em 4 de outubro de 2010. Sendo que as obras para construção da barragem teve início em 1 de março de 2007. A empresa de sociedade de propósito específico Foz do Chapecó Energia S.A. (FCE) foi formado por um consórcio de empresas constituído pelas Companhia Paulista de Força e Luz, FURNAS e Companhia Estadual de Geração e Transmissão de Energia Elétrica.

## Características
A Barragem tem um comprimento total de 548 m e 48 m de altura, e conta com quatro turbinas do tipo Francis.
O vertedouro é formado por quinze comportas que esgotam a água não utilizada para o acionamento das turbinas de geração de energia. A Usina possui um sistema de alerta do vertedouro ativo com o acionamento de aviso sonoro as populações ribeirinhas com uma hora e meia de antecedência antes de abertura dos sangradores. O alerta abrange as cidade de Águas de Chapecó, São Carlos e Palmitos, em Santa Catarina, e Alpestre, no Rio Grande do Sul.

## Turismo
Os pescadores profissionais que foram afetado pelas obras representados pela Associação dos Pescadores de Berita foram auxiliados pela construtora da Usina com recursos para construção de casas próprias.
A visita guiada as instalações da Usina também é possível mediante agendamento.